# Mistrzostwa Polski Seniorów w Lekkoatletyce 1958
34. Mistrzostwa Polski Seniorów w Lekkoatletyce – zawody, które rozgrywane były w Bydgoszczy na stadionie WKS Zawisza między 18 a 20 lipca 1958.

## Rezultaty
| NR – rekord Polski \| SB – najlepszy wynik w sezonie \| PB – rekord życiowy |

### Mężczyźni
| Konkurencja:                  | 1. miejsce                                                                        | Rezultat     | 2. miejsce                                                                               | Rezultat  | 3. miejsce                                                                              | Rezultat  |
| Bieg na 100 m                 | Marian Foik Legia Warszawa                                                        | 10,5         | Edward Szmidt Górnik Zabrze                                                              | 10,6      | Zenon Baranowski Olimpia Poznań                                                         | 10,7      |
| Bieg na 200 m                 | Marian Foik Legia Warszawa                                                        | 21,3 SB      | Edward Szmidt Górnik Zabrze                                                              | 21,5      | Stanisław Swatowski Legia Warszawa                                                      | 21,7      |
| Bieg na 400 m                 | Gerard Mach Legia Warszawa                                                        | 47,5         | Zbigniew Makomaski Sparta Warszawa                                                       | 47,7      | Stanisław Swatowski Legia Warszawa                                                      | 47,9      |
| Bieg na 800 m                 | Tadeusz Kaźmierski Noteć Mątwy                                                    | 1:49,2       | Jacek Jakubowski Stal Mielec                                                             | 1:50,6    | Ernest Stokłosa Górnik Katowice                                                         | 1:51,2    |
| Bieg na 1500 m                | Zbigniew Orywał Warta Poznań                                                      | 3:50,0       | Marian Jochman Zawisza Bydgoszcz                                                         | 3:50,2    | Stefan Lewandowski Czarni Szczecin                                                      | 3:50,3    |
| Bieg na 5000 m                | Zdzisław Krzyszkowiak Zawisza Bydgoszcz                                           | 13:53,4      | Stanisław Ożóg Wawel Kraków                                                              | 13:59,6   | Mieczysław Kierlewicz Jagiellonia Białystok                                             | 14:39,6   |
| Bieg na 10 000 m              | Albin Czech Olsza Kraków                                                          | 31:00,4      | Zbigniew Mazur Odra Opole                                                                | 31:11,4   | Andrzej Mierzejewski Warta Poznań                                                       | 31:13,5   |
| Maraton                       | Józef Russek Ostrovia Ostrów Wlkp.                                                | 2:37:27,6 SB | Euzebiusz Fert Pionier Strzelce Opolskie                                                 | 2:44:14,0 | Julian Witkowski Start Katowice                                                         | 2:44:52,6 |
| Bieg na 110 m przez płotki    | Edward Bugała Start Katowice                                                      | 14,6         | Tadeusz Niemczyk Polonia Bydgoszcz                                                       | 14,7      | Roman Muzyk Wisła Kraków                                                                | 14,8      |
| Bieg na 200 m przez płotki    | Janusz Kotliński Start Lublin                                                     | 23,9         | Edward Bugała Start Katowice                                                             | 24,0      | Zdobysław Stradowski Wisła Kraków                                                       | 24,4      |
| Bieg na 400 m przez płotki    | Janusz Kotliński Start Lublin                                                     | 53,0         | Witold Dudziak Wisła Kraków                                                              | 54,0      | Witold Tarasiewicz Gwardia Warszawa                                                     | 54,1      |
| Bieg na 3000 m z przeszkodami | Kazimierz Żbikowski Budowlani Bydgoszcz                                           | 9:04,4       | Wacław Ziółkowski Zawisza Bydgoszcz                                                      | 9:09,6    | Alojzy Graj Zawisza Bydgoszcz                                                           | 9:14,2    |
| Sztafeta 4 × 100 m            | Legia Warszawa Gerard Mach Henryk Drzewiecki Stanisław Swatowski Marian Foik      | 41,5         | Sparta Warszawa Henryk Wizner Stanisław Krzypkowski Zbigniew Makomaski Sławomir Waksberg | 42,5      | Start Lublin Borys Bieluga Janusz Kotliński Mirosław Tucewicz Witold Gutowski           | 42,6      |
| Sztafeta 4 × 400 m            | Sparta Warszawa Henryk Wizner Andrzej Kasprzycki Tomasz Hopfer Zbigniew Makomaski | 3:15,5       | Zawisza Bydgoszcz Józef Sukowski Jerzy Bruszkowski Zbigniew Syka Jerzy Kowalski          | 3:16,3    | Gwardia Warszawa Zbigniew Królczyk Andrzej Kozdęba Janusz Anuszewski Witold Tarasiewicz | 3:17,8    |
| Chód na 20 km                 | Franciszek Szyszka AZS Gdańsk                                                     | 1:34:49,0    | Jerzy Hausleber Flota Gdynia                                                             | 1:36:05,8 | Wiesław Sarnecki AZS Gdańsk                                                             | 1:39:45,0 |
| Skok wzwyż                    | Kazimierz Fabrykowski AZS Gliwice                                                 | 1,95         | Janusz Skupny AZS Poznań                                                                 | 1,95      | Jerzy Chęciński Warta Poznań                                                            | 1,85      |
| Skok o tyczce                 | Zenon Ważny AZS Warszawa                                                          | 4,31         | Andrzej Krzesiński LKS Sopot                                                             | 4,31      | Zbigniew Janiszewski Olsza Kraków                                                       | 4,31      |
| Skok w dal                    | Henryk Grabowski KS Czeladź                                                       | 7,81 NR      | Kazimierz Kropidłowski LKS Sopot                                                         | 7,69      | Józef Szmidt Górnik Zabrze                                                              | 7,45      |
| Trójskok                      | Józef Szmidt Górnik Zabrze                                                        | 15,97        | Stanisław Kowal Sparta Warszawa                                                          | 15,18     | Janusz Przychodny Legia Warszawa                                                        | 15,13     |
| Pchnięcie kulą                | Alfred Sosgórnik Górnik Zabrze                                                    | 16,75        | Józef Auksztulewicz Zawisza Bydgoszcz                                                    | 16,72     | Mieczysław Łomowski Wybrzeże Gdańsk                                                     | 14,92     |
| Rzut dyskiem                  | Edmund Piątkowski Śląsk Wrocław                                                   | 53,09        | Eugeniusz Wachowski AZS Poznań                                                           | 49,50     | Czesław Śnieżyński AZS Poznań                                                           | 48,84     |
| Rzut młotem                   | Tadeusz Rut Burza Wrocław                                                         | 64,12        | Olgierd Ciepły Czarni Wrocław                                                            | 60,40     | Przemysław Kwiatkowski Legia Warszawa                                                   | 57,74     |
| Rzut oszczepem                | Janusz Sidło Sparta Warszawa                                                      | 77,16        | Zbigniew Radziwonowicz Legia Warszawa                                                    | 73,93     | Jan Kopyto AZS Warszawa                                                                 | 73,06     |
| Dziesięciobój                 | Ryszard Ksieniewicz Iskra Białogard                                               | 6219 pkt. NR | Andrzej Mankiewicz Sparta Warszawa                                                       | 5968 pkt. | Franciszek Drewniany Granat Skarżysko-Kamienna                                          | 5696 pkt. |

### Kobiety
| Konkurencja:              | 1. miejsce                                                                              | Rezultat  | 2. miejsce                                                                         | Rezultat  | 3. miejsce                                                                                 | Rezultat  |
| Bieg na 100 m             | Barbara Janiszewska AZS Kraków                                                          | 11,6 =NR  | Celina Jesionowska Legia Warszawa                                                  | 11,8      | Maria Chojnacka Legia Warszawa                                                             | 11,8      |
| Bieg na 200 m             | Barbara Janiszewska AZS Kraków                                                          | 23,9 SB   | Celina Jesionowska Legia Warszawa                                                  | 24,4      | Elżbieta Ćmok Baildon Katowice                                                             | 25,2      |
| Bieg na 400 m             | Beata Żbikowska Budowlani Bydgoszcz                                                     | 58,3      | Karolina Łukaszczyk Bielawianka Bielawa                                            | 59,0      | Marta Bienia Górnik Zabrze                                                                 | 59,5      |
| Bieg na 800 m             | Krystyna Nowakowska KSZO Ostrowiec Św.                                                  | 2:14,8    | Beata Żbikowska Budowlani Bydgoszcz                                                | 2:15,2    | Zofia Walasek Start Katowice                                                               | 2:16,1    |
| Bieg na 80 m przez płotki | Janina Słowińska Zawisza Bydgoszcz                                                      | 11,4 SB   | Maria Stodolna Start Katowice                                                      | 11,6      | Ewa Weselska Górnik Zabrze                                                                 | 11,7      |
| Sztafeta 4 × 100 m        | Legia Warszawa Maria Chojnacka Celina Jesionowska Krystyna Baliszewska Irmina Dąbrowska | 48,8      | Baildon Katowice Stefania Jankowska Elżbieta Ćmok Krystyna Wontroba Ruta Pastuszka | 49,2      | Sparta Warszawa Danuta Romankiewicz Elżbieta Twardowska Halina Falkowska Elżbieta Czerwiec | 49,3      |
| Skok wzwyż                | Iwona Ronczewska Gwardia Wrocław                                                        | 1,57      | Jarosława Jóźwiakowska AZS Gdańsk                                                  | 1,57      | Łucja Noworyta Olsza Kraków                                                                | 1,54      |
| Skok w dal                | Maria Chojnacka Legia Warszawa                                                          | 6,01      | Teresa Wieczorek ŁKS Łódź                                                          | 5,92      | Barbara Legawiec Baildon Katowice                                                          | 5,75      |
| Pchnięcie kulą            | Jadwiga Klimaj Wawel Kraków                                                             | 14,10     | Eugenia Rusin Wybrzeże Gdańsk                                                      | 13,96     | Urszula Figwer AZS Kraków                                                                  | 13,04     |
| Rzut dyskiem              | Helena Dmowska Warszawianka                                                             | 47,86     | Kazimiera Sobocińska Legia Warszawa                                                | 46,83     | Jadwiga Klimaj Wawel Kraków                                                                | 42,29     |
| Rzut oszczepem            | Maria Grabowska MKS Gdańsk                                                              | 49,61     | Urszula Figwer AZS Kraków                                                          | 48,86     | Irena Starzyńska Nadwiślanin Chełmno                                                       | 45,78     |
| Pięciobój                 | Teresa Szponar Czarni Wrocław                                                           | 3299 pkt. | Ewa Weselska Górnik Zabrze                                                         | 2966 pkt. | Łucja Noworyta Olsza Kraków                                                                | 2299 pkt. |

## Biegi przełajowe i chód na przełaj
30. mistrzostwa Polski w biegach przełajowych rozegrano 13 kwietnia w Skarżysku-Kamiennej. Kobiety rywalizowały na dystansie 1,2 kilometra, a mężczyźni na 3 km, na 6 km i na 12 km. Rozegrano wówczas również jedynie w historii mistrzostwa Polski w chodzie na przełaj (na dystansie 10 km).

### Mężczyźni
| Konkurencja:            | 1. miejsce                              | Rezultat | 2. miejsce                            | Rezultat | 3. miejsce                                  | Rezultat |
| Bieg przełajowy (3 km)  | Marian Jochman Zawisza Bydgoszcz        | 8:53,4   | Ryszard Szczepański Olimpia Grudziądz | 8:56,0   | Jerzy Bruszkowski Zawisza Bydgoszcz         | 8:58,4   |
| Bieg przełajowy (6 km)  | Zdzisław Krzyszkowiak Zawisza Bydgoszcz | 18:54,2  | Alojzy Graj Zawisza Bydgoszcz         | 19:24,8  | Władysław Płonka Bielawianka Bielawa        | 19:24,8  |
| Bieg przełajowy (12 km) | Stanisław Ożóg Wawel Kraków             | 37:58,0  | Tadeusz Kuchniewski Drukarz Warszawa  | 38:39,4  | Mieczysław Kierlewicz Jagiellonia Białystok | 38:39,4  |
| Chód na przełaj (10 km) | Franciszek Szyszka AZS Gdańsk           | 47:41,8  | Jerzy Łoskoczyński Łączność Warszawa  | 49:12,8  | Wiesław Sarnecki AZS Gdańsk                 | 49:22,4  |

### Kobiety
| Konkurencja:             | 1. miejsce                             | Rezultat | 2. miejsce                   | Rezultat | 3. miejsce                           | Rezultat |
| Bieg przełajowy (1,2 km) | Krystyna Nowakowska KSZO Ostrowiec Św. | 3:54,1   | Zofia Walasek Start Katowice | 3:55,2   | Michalina Wawrzynek Baildon Katowice | 3:59,2   |